# Johann Daniel Preyßler
Johann Daniel Preyßler, auch Preysler, Preyssler, der Vorname auch als Jan geführt, (* 1768 in Prag; † 23. April 1839 ebenda) war ein tschechischer Entomologe, Botaniker und Bergbaufachmann. Sein offizielles botanisches Autorenkürzel lautet „Preyssl.“

## Leben
Preyßler war k.u.k. Beamter, erst ab 1789 Adjunkt und ab 1801 Administrator. 1805 wurde er Rat. Ab 1807 war er im Rat des Waisenhauses Johannes der Täufer in Prag.
Von 1808 bis 1832 fehlen Nachrichten aus seinem Leben, so dass er möglicherweise außerhalb Prags lebte. Danach wird er als Bergbauingenieur in Zbiroh erwähnt. 1838 ging er in den Ruhestand.
1790 veröffentlichte er eine Liste von Insekten in Böhmen und 1793 von 364 Arten im Böhmerwald. Er befasste sich besonders mit Käfern, aber auch mit Schmetterlingen und Spinnen. Seine Insektensammlung ist verloren, einige Typexemplare sind im Nationalmuseum in Prag. Er beschrieb zum Beispiel erstmals  Claviger testaceus, einen myrmekophilen Käfer.
Er trug Abbildungen zur Flora der Vorwelt (2 Bände, 1820, 1832) von Kaspar Maria von Sternberg (1761–1837) bei und beriet diesen auch bei der Pflege der geologischen Sammlung seines verstorbenen Bruders Johann in Brezina. Er veröffentlichte auch über in Böhmen vorkommende Orchideen.

## Schriften
- Verzeichnis böhmischer Insekten. Erstes Hundert, mit zwei Kupfertafeln. Prag: Schönfeld-Meißnerische Buchhandlung 1790[2][3]
- Beschreibungen und Abbildungen derjenigen Insekten, welche in Sammlungen nicht aufzubewahren sind, dann aller, die noch ganz neu, und solcher, von denen wir noch keine oder doch sehr schlechte Abbildung besitzen. In: J. Mayer (Hrsg.): Sammlung physikalischer Aufsätze, besonders die Böhmische Naturgeschichte betreffend, von einer Gesellschaft Böhmischer Naturforscher. Dresden 1791, Band 1 und Band 2, 1792, Nr. 7 (Erste Sammlung, S. 55–151), Nr. 8 (2. Sammlung, S. 1–46), Nr. 9 (Dritte Sammlung)
- Die in Böhmen wild wachsenden Pflanzen aus dem Geschlechte Orchis. Dr. Mayers Sammlung Physikalischer Aufsätze, Band 1, 1791
- mit J. D. Lindacker, J. K. Hofer: Beobachtungen über Gegenstände der Natur auf einer Reise durch den Böhmerwald im Sommer 1791. In: J. Mayer  (Hrsg.): Sammlung physikalischer Aufsätze, besonders die Böhmische Naturgeschichte betreffend, von einer Gesellschaft Böhmischer Naturforscher. Band 3, Dresden 1793, S. 135–378.